# Centre facilitant la recherche et l’innovation dans les organisations
 (décembre 2020).
Le Centre facilitant la recherche et l’innovation dans les organisations (CEFRIO), précédemment Centre francophone en informatisation des organisations, a regroupé plus de 150 membres universitaires, industriels et gouvernementaux ainsi que 74 chercheurs associés et invités. Ensemble, ils ont œuvré à la transformation des pratiques par le numérique de la société québécoise à l’aide des technologies de l'information et de la communication (TIC), afin d’améliorer l'innovation sociale et organisationnelle. Ils ont cessé leurs activités le 30 juin 2020.

## Historique
Créé en 1987 sous le nom Centre francophone d'informatisation des organisations, son acronyme CEFRIO signifie depuis juin 2012 le Centre facilitant la recherche et l’innovation dans les organisations.

### Identité visuelle (logo)

Logo précédent jusqu'en 2012
Logo du CEFRIO depuis juin 2012

## L'Indice du commerce électronique au Québec
Initié par le CEFRIO et Phéromone (anciennement VDL2), l’Indice du commerce électronique au Québec est un indicateur économique qui permet de mesurer l’ampleur des achats effectués en ligne au Québec. 

## NETendances
NETendances : chaque mois, les internautes québécois sont interrogés sur leurs différents usages du Web tels la mobilité, les médias sociaux, les activités transactionnelles, le divertissement en ligne et la recherche d'information sur Internet.